# Soori csata
Az 1745. szeptember 30-án megvívott soori csatát Nagy Frigyes porosz hadserege vívta Lotharingiai Károly vezette osztrák-szász seregekkel a második sziléziai háború idején. A csatát Trautenautól délnyugatra, Soor falu közelében vívták a mai Csehország területén. Az osztrákok meglepetésszerű támadást terveztek a jóval kisebb számú porosz hadsereg ellen, de a poroszok magukhoz ragadták a kezdeményezést és a kezdeti nehézségek ellenére a felül tudtak kerekedni az osztrákokon és szász szövetségeseiken.

## Előzmények
A hohenfriedbergi csata után az osztrákok Csehország belső területeire vonultak vissza. II. Frigyes követte és kisebb ütközetekkel zaklatta őket. Szeptember közepén a porosz király az ellátási nehézségek következtében kénytelen volt visszavonulni Szilézia határáig, hogy ott még cseh területen állva a tél beálltáig az ellenség területén tarthassa a seregét. A seregét meg kellett osztania, mert nyugatra a szászok fenyegették országa határát. Ezután Sziléziába akart visszavonulni téli szállásra.
Mária Terézia utasításai szerint Lotharingiai Károlynak támadólag kellett volna fellépnie, de a szász csapatok egy részének távoztával ehhez nem érezte elég erősnek a csapatait, ezért óvatosan járt el. Három nappal azután, hogy Frigyes Staudenznél tábort vert az osztrák–szász csapatok szeptember 22-ikén a 18 km-re lévő Jaromierschnél táboroztak le. A következő hét nap során Károly Lobkowitz tábornagy és Arenberg herceg támogatásával több felderítő műveletet hajtott végre, melynek célja annak kipuhatolása volt, hogyan lehetne Frigyes seregét a táborában meglepni és vereséget mérni rá.

## A rajtaütési terv
Károly úgy gondolta a poroszok fáradtak és rossz állapotban vannak, ezért a reguláris csapatokkal frontális támadást tervezett ellenük, míg a könnyű egységekkel a tábort megkerülve akart zavart okozni a hátukban. Ellenállással alig számolt, a nyugati irányban meredeken emelkedő terep is neki kedvezett. A völgyben mocsaras mezők, kis tavak és erdők akadályozták az ellenséges formáció felállítását. Amennyiben az ellenséget keleti irányú menekülésre tudják kényszeríteni, akkor meredek vízfolyások állják útjukat, míg délre a járhatatlan erdő a Königsforst (Les Království) okozna beláthatatlan káoszt a visszavonulásuk során. Így a helyzeti előny Lotharingiai Károly oldalán volt.

## A csapatok felállása
A szövetséges csapatok időben nem egyszerre értek a kiindulási állásaikhoz. A balszárnyon Lobkowitz tábornagy 10 gyalogzászlóaljjal, 15 gyalogos-gránátos századdal, 30 század lovassággal, 15 lovas-gránátos századdal és a karabélyosokkal állt. Felettük a Graner Koppe magaslaton 16 nehézágyút helyeztek el. A sereg zöme két csoportban Arenberg herceg parancsnoksága alatt a Graner Koppétól délre koncentrálódott, megerősítve egy további üteggel Burkersdorftól délnyugatra. Ettől messze délre állt Franz Rudolph von Hohenems lovassági tábornok 6 lovasezrede. Az osztrák haderő mindent összevetve 42 000 katonából állt.
A poroszok már szeptember 29-ikén reggeli óráiban tudomást szereztek az ellenség közeledéséről, de azt gondolták, hogy Károly el akarja zárni a Sziléziába visszavezető utat. Szeptember 30-ika reggelén már a táborbontásra szóló parancsokat küldték volna szét, mikor jelentések érkeztek, hogy a tábortól nyugatra az ellenség hadereje csatára készen áll. Frigyes pillanatok alatt harckész állapotba hozta a csapatait, melyek figyelemre méltó igyekezettel hajtották végre parancsait. Nem egészen 22 000 porosz katona állt szemben egy számban kétszer olyan erős ellenféllel.
A szeptember 29-ikére tervezett osztrák–szász támadás a jobbszárny lemaradása miatt meghiúsult. Az osztrákok és szászok közötti másnap reggeli megállapodásokat, parancsokat és eseményeket valamelyest homály fedi. Nem tudni, Lotharingiai Károly az utolsó pillanatban a támadás helyett nem akarta-e inkább csak a jelenlétét demonstrálni, abban a hitben, hogy a poroszok a kedvezőtlen helyzetüket felismervén visszavonulnak, avagy mégis támadni akart-e, de gondatlan módon értékes időt pazarolt el?

## A csata lefolyása

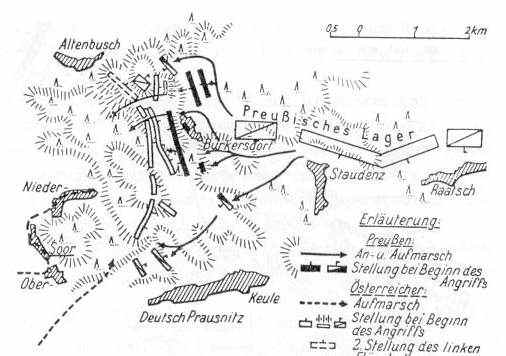
a soori csata vázlata

A csata kezdetén köd fedte a tájat. Wilhelm Dietrich von Buddenbrock tábornagy öt óra után a porosz táborból megindult lovasságával Neu-Rognitz felé, hogy odaérve nyugati irányba forduljon és így a Graner Koppét északi irányban meg tudja kerülni. Azonban a hadművelet közben a felkelő nap eltüntette a ködöt és a Graner Koppén lévő tüzérség így tűz alá vehette az ellenséget. Ennek eredményeként Buddenbrock lovassága jelentős veszteségeket szenvedett.
Ezzel egy időben a Graner Koppe keleti lejtőjén Wolf Alexander Ernst Christoph von Blanckensee vezérőrnagy gyalogsága frontális támadásra készülődött az ellenség ágyúi ellen. 8 óra táján az osztrák–szász lovasságot északi irányból megtámadták Buddenbrock lovasai, mely a meglepetésszerű támadástól megzavarodott és visszaszorult a mögöttük lévő erdőségbe.
Lobkowitz a roham során a lovak patái alá került és súlyosan megsebesült. Bár a támadás során nem voltak már a nehéz lövegek tüzének kitéve, a Graner Koppéra érve a balszárnyukat tűz alá vette a fent álló gyalogság. Időközben Blanckensee katonái keleti irányból támadva 150 méterre megközelítették az ellenséges tüzérséget, azonban a súlyos veszteségeik miatt elakadtak, majd meghátrálásra kényszerültek mikor Benda ezredes öt gránátos-századdal energikusan szembeszállt velük és Blanckensee is életét vesztette. Ekkor a Wedel, Tresckow, Finck és Anhalt ezredek a második vonal (la Motte, Blanckensee és Geist ezredek) mögé álltak be. Benda embereit intenzív és fegyelmezett sortűzzel állították meg, majd a bajonettjeiket feltűzve indítottak rohamot és elfoglalták a Graner Koppét az ott álló üteggel együtt.
A Graner Koppén álló erős szövetséges lovasság nem tudott ellenük semmit tenni és nem támogatta a saját gyalogságot és a tüzérséget sem. Ennek oka egyrészt az volt, hogy a terep adottságai miatt nem tudtak kibontakozni, másrészt a parancsot sem kapták meg erre. Így az osztrák–szász egységek menekülni kényszerültek. Csak Preysing altábornagy próbált meg Benda ezredeshez hasonlóan három dragonyos ezredével beavatkozni a küzdelembe, de a menekülés forgataga őket is elragadta. Ekkorra már 9:30 óra volt az idő.
Frigyes, aki a csatamező kulcsfontosságú magaslatát megszerezte és az ellenség bal szárnyát visszaszorította, most az ellenséget északi irányból indított támadással készült leküzdeni. Ezt a tervet azonban nem tudta keresztülvinni, mivel az osztrák-szász csapatok középen Burkersdorfhoz közelítettek. A falu elvesztését a Kalkstein ezred 2. zászlóaljának gyors közbelépése akadályozta meg. Frigyes seregének teljes centruma mozgásba lendült és Burkersdorfon áthaladva, annak nyugati részén kiérve az ellenség másik nehéztüzérségi állása elé került. A nehéz üteg tüze és az emelkedő terep - melyen a porosz ezredeknek fel kellett kapaszkodniuk – itt is megállította a támadást. A veszteségek rohamosan növekedtek. Ferdinand von Braunschweig vezérőrnagy sebesülése ellenére személyesen vezette a támadást és sikerült elfoglalnia az üteget. A Sachsen-Gotha tábornagy vezette Prinz Xaver, Bayreuth és Vettes ezredek sokáig és kitartóan küzdöttek, végül azonban az északi és keleti irányból egyszerre érkező erős porosz nyomásnak nem tudtak ellenállni és vissza kellett vonulniuk nekik is.
Míg a centrumban tombolt a harc, Frigyes a jobbszárnyon szabaddá vált lovasságot valamint az Anhalt herceg balszárnyon álló lovasságát a Burkersdorftól délre álló ellenség ellen küldhette, felgyorsítva általuk a már folyamatban lévő osztrák-szász visszavonulást. Ennek során a Damnitz és Kolowrat gyalogezredeket teljesen szétszórták, katonáik közül sokan hadifogságba kerültek. Tisztázatlan okokból az ott álló 36 lovasszázad a támadó poroszok elől kitért és tétlen maradt.
Nádasdy tábornok elkülönített hadteste, melynek az ellenséget meg kellett kerülnie és hátba kellett támadnia, megelégedett a reggel sietősen kiürített porosz tábor elleni támadással és zsákmányul ejtette a 200 000 tallért tartalmazó porosz hadipénztárt. A kormányzati tanácsadók és a szolgálók, akik a sereget elkísérték, a horvát lovasság kezébe kerültek. Azonban a küldetésük eredeti céljának nem tettek eleget és nem jelentettek fenyegetést az ellenség hátában. A harci cselekmények így értek véget 13:00 óra tájban.

## Következmények
A csata során az osztrák–szász csapatok 7444 katonát veszítettek (közte 214 tiszt), ebből 3108 fő (közte 36 tiszt) került hadifogságba. Elvesztettek továbbá 19 ágyút és 8 zászlót. A poroszok vesztesége 3911 fő (közte 145 tiszt) volt, közülük 900-an veszítették életüket. Veszítettek egy zászlót és egy ágyút is a táboruk lerohanásakor. Mind a mai napig vitatkoznak arról a szakértők, hogyan volt képes a porosz lovasság a Graner Koppe magaslatát megrohamozni. Az kétségtelen, hogy csak a fegyelmezettségük és az erős lovaik révén voltak képesek sikerre vinni a hadműveletet.
Bár Lotharingiai Károly seregét visszavonulásra kényszerítették, Frigyes Csehországból Sziléziába vonult vissza, hogy – eredeti terveinek megfelelően - ott teleljen át a seregével. Ebből a szempontból a csata csekély stratégiai jelentőséggel bírt.
Politikailag még kevesebbet nyert Frigyes, mivel a béketárgyalások egyre távolabbinak tűntek. Egyrészt az Angliában bekövetkezett belpolitikai bonyodalmak miatt, másrészt a saját hadseregének állapota miatt, mivel az ellenfelei továbbra is jóval nagyobb seregeket tudtak kiállítani, míg a saját csapatai leharcolt haderő benyomását keltették. Az osztrákok és a szászok nem álltak el attól a szándékuktól, hogy a seregeikkel betörjenek Poroszország központi részébe, Brandenburgba.
Frigyes csapatainak taktikai és morális győzelme azonban rendkívüli volt. Egy jóval kisebb sereggel, hátrányosabb helyzetből is sikerült legyőznie az ellenséget.

## Utóhangok
- A szövetséges oldalon Lobkowitz tábornagy szemére vetették, hogy a porosz lovasság támadásakor a balszárnyon nem mutatott kellő bátorságot és nem indított ellentámadást.
- Frigyes később erre a csatára visszatekintve úgy fogalmazott, hogy jóval tisztességesebb úgy elpusztulni, hogy az ember drágán adja a bőrét, mint egy olyan visszavonulás közben, mely szégyenteljes menekülésbe torkollik.
- A 73 éves Buddenbrock, egy sok csatát megvívott veterán, később úgy nyilatkozott, hogy a hosszú pályafutása során egyszer sem került olyan heves tüzérségi tűzbe, mint a Graner Koppétól keletre, mikor a lovasságával a később megindított lovassági támadás megindulási pontjára tartott.
- A soori csata során bukkant fel két később híressé váló katona a poroszok oldalán. Egyikük a 23 éves Seydlitz őrnagy, aki kora reggel felfedezte és jelentette az ellenséges csapatmozgást a lovasszázadával, a másik Wichard von Möllendorff alhadnagy, aki a Burkersdorftól délre vívott csata vége felé tüntette ki magát és a király még a csatamezőn dicséretben részesítette.

## Fordítás
Ez a szócikk részben vagy egészben  a   Schlacht bei Soor című német Wikipédia-szócikk ezen változatának fordításán alapul.  Az eredeti cikk szerkesztőit annak laptörténete sorolja fel. Ez a jelzés csupán a megfogalmazás eredetét és a szerzői jogokat jelzi, nem szolgál a cikkben szereplő információk forrásmegjelöléseként.